# Triaenodes vespertinus
Triaenodes vespertinus är en nattsländeart som beskrevs av Arturs Neboiss och Wells 1998. Triaenodes vespertinus ingår i släktet Triaenodes och familjen långhornssländor. Inga underarter finns listade i Catalogue of Life.